# Gheorghe Boroi
Gheorghe Boroi (né le 28 juin 1964 à Berislăvești) est un athlète roumain spécialiste du 110 mètres haies.

## Biographie

### Palmarès
| Date | Compétition                    | Lieu     | Résultat | Épreuve     | Performance |
| ---- | ------------------------------ | -------- | -------- | ----------- | ----------- |
| 1991 | Championnats du monde en salle | Séville  | 7e       | 60 m haies  | 7 s 67      |
| 1993 | Championnats du monde en salle | Toronto  | 6e       | 60 m haies  | 7 s 72      |
| 1994 | Championnats d'Europe en salle | Paris    | 2e       | 60 m haies  | 7 s 57      |
| 1994 | Championnats d'Europe          | Helsinki | 8e       | 110 m haies | 13 s 61     |

### Records
| Épreuve     | Performance | Lieu     | Date         |
| ----------- | ----------- | -------- | ------------ |
| 110 m haies | 13 s 34     | Bucarest | 18 juin 1993 |

| Épreuve    | Performance | Lieu   | Date            |
| ---------- | ----------- | ------ | --------------- |
| 60 m haies | 7 s 50      | Liévin | 13 février 1994 |